# Sanfilippodytes
Sanfilippodytes es un género de coleópteros adéfagos  perteneciente a la familia Dytiscidae. 

## Especies
- Sanfilippodytes adelardi
- Sanfilippodytes bertae	Roughley & Larson 2000
- Sanfilippodytes bidessoides
- Sanfilippodytes compertus	(Brown 1932)
- Sanfilippodytes corvallis	(Fall 1923)
- Sanfilippodytes sbordonii	Franciscolo 1979
- Sanfilippodytes setifer	Roughley & Larson 2000
- Sanfilippodytes terminalis	(Sharp 1882)